# ترینوم
ترینوم (به آلمانی: Trinum) یک منطقهٔ مسکونی در آلمان است که در اوشترنینبورگر لاند واقع شده‌است. ترینوم ۴۱۲ نفر جمعیت دارد.